# Metagentiana alata
Metagentiana alata là một loài thực vật có hoa trong họ Long đởm.

## Lịch sử phân loại
Loài này nguyên được Adrien René Franchet mô tả dưới danh pháp Gentiana kusnezowii tháng 11 năm 1896 trong quyển 43 tạp chí Bulletin de la Société Botanique de France  (in năm 1897). Tuy nhiên, tháng 5 năm 1896 thì Ernest Friedrich Gilg đã sử dụng danh pháp này để đặt tên cho một loài có ở Bolivia (danh pháp chính thức của loài này hiện nay là Gentianella kusnezowii), vì thế danh pháp của Franchet là nomen illegitimum (nom. illeg.). Năm 1993, Ho Ting Nung đặt lại tên khoa học lại loài này là Gentiana alata. Năm 2002, Ho Ting Nung và Liu Shang Wu chuyển nó sang chi Metagentiana.

## Phân bố
Loài này có ở miền trung tỉnh Vân Nam, Trung Quốc. Môi trường sống là những khoảng trống trong rừng, ở cao độ 1.200-2.000 m. Tên gọi của nó trong tiếng Trung là 翅萼龙胆 (sí ngạc long đảm), nghĩa đen là long đởm đài hoa có cánh.

## Mô tả
Cây một năm, cao 15–25 cm. Thân mọc thẳng, phân cành hoặc hiếm khi chỉ có thân đơn giản, nhẵn nhụi. Các lá ở gốc khô héo khi nở hoa. Các lá trên thân cách xa nhau; phiến lá hình trứng đến hình tim, 3-7 × 3–6 mm, ngắn hơn các lóng thân, mặt xa trục có lông tơ thô ráp trên gân, đáy thuôn tròn, mép có răng cưa nhỏ, đỉnh nhọn, gân 3. Hoa ở đầu cành, đơn độc, không cuống. Đài hoa hình chuông, 1,8-2,2 cm, có cánh rộng; các thùy hình tam giác-thẳng, 0,9-1,1 cm, đỉnh nhọn, gân giữa mặt ngoài có gờ lớn và men xuống thành các cánh của ống đài. Tràng hoa màu tía nhạt, hình ống rộng đến hình phễu, 2,3-2,5 cm; các thùy hình trứng, 6–8 mm, mép nguyên, đỉnh tù; các nếp gấp hình tam giác, ~2 mm, đỉnh có tua dài. Nhị đính ở đáy ống tràng, không đều nhau, 2 nhị dài 1,3-1,5 cm, 3 nhị ngắn 5–6 mm; bao phấn hình elipxoit hẹp, 2-2,5 mm. Vòi nhụy 1-1,2 cm; các thùy đầu nhụy hình elipxoit hẹp. Ra hoa và tạo quả tháng 10.